# Lampedusa e Linosa
Lampedusa e Linosa är en ort och kommun på ögruppen Pelagiska öarna i kommunala konsortiet Agrigento, innan 2015 provinsen Agrigento, i regionen Sicilien i sydvästra Italien. De storsta öarna i ögruppen är Lampedusa, Isola di Linosa. Kommunen hade 6 565 invånare (2017).